# Кизил спорный
Кизи́л спо́рный, или Ботрока́риум спо́рный, или Сви́да спо́рная, или  Дёрен спорный (лат. Cornus controversa), — вид рода Кизил семейства Кизиловые.
Представляет собой декоративное листопадное дерево. В экстремальных условиях принимает форму кустарника.
Общее распространение: Гималаи и Восточная Азия. Родное для России, но малоизвестное растение, занесённое в Красную книгу страны.

## Ботаническое описание

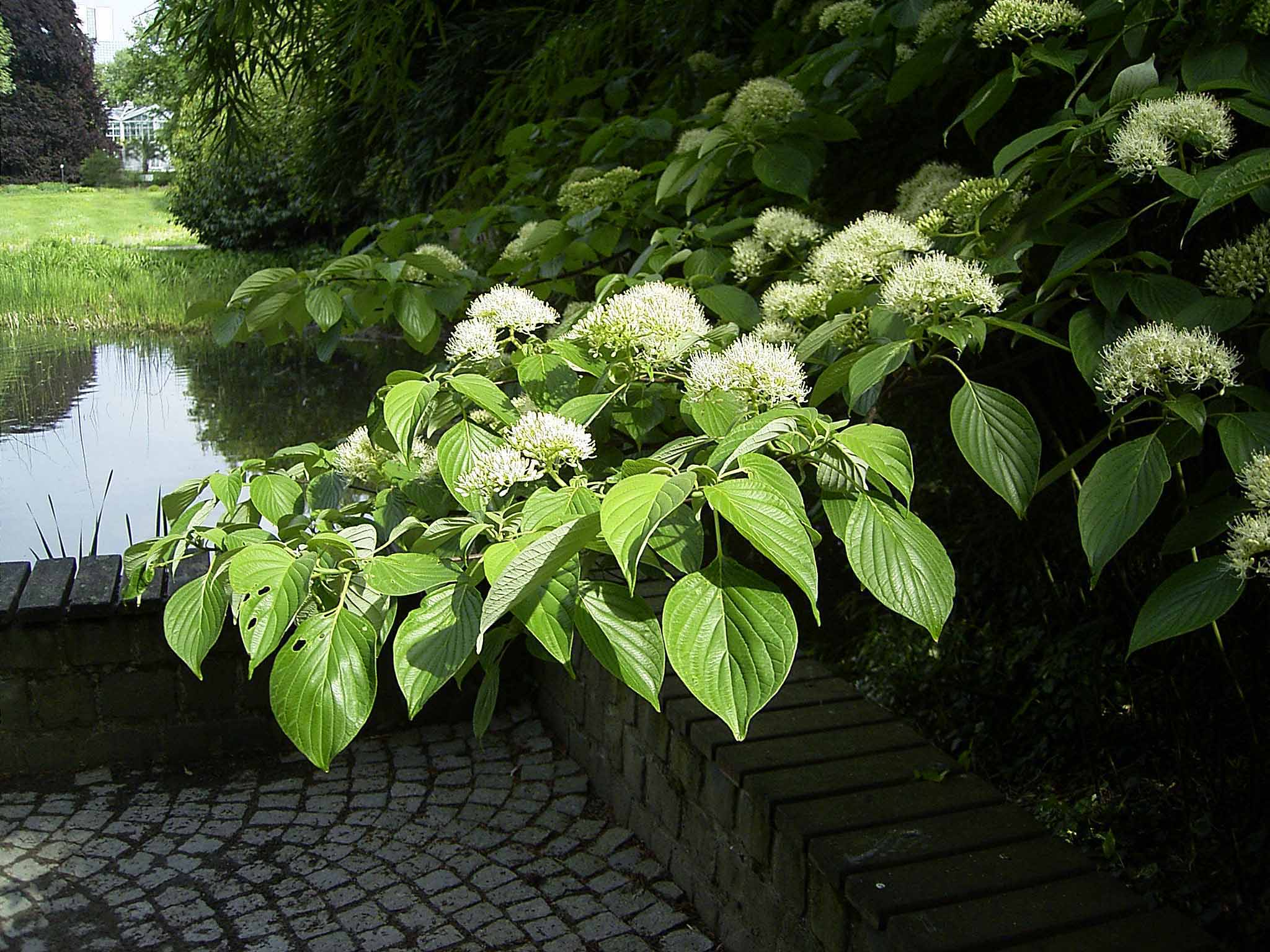
Соцветия и листья

Листопадное дерево высотой 3-13 м (до 20 м) и диаметром до 60 см. Кора покрыта трещинами, имеет серовато-бурый или желтовато-серый цвет. На молодых побегах есть негустые волоски.
Почки яйцевидные, длиной 3-9 мм, снабжены несколькими красно-коричневыми чешуйками. Листья 5-15 см длиной и 3-9 см шириной. Расположены очерёдно. Форма широкоовальная или эллиптическая, заострённая сверху. На листовых пластинках присутствуют: 5-7 пар боковых жилок и слабое покрытие волосками. Осенняя окраска от бледно-зелёной или жёлтой до красно-фиолетовой.
Соцветия щетковидно-метельчатые, опушённые, держатся на ножках длиной 3 см. Диаметр цветков достигает 8-9 мм. Лепестки продолговато-ланцетные — до 6 мм длиной, опушены и окрашены в белый цвет. Тычинки беловатые, 4-7,5 мм длиной. Пестики значительно короче тычинок. Цветение происходит в мае-июне.
Плоды — синевато-чёрные костянки, шаровидной формы, диаметром 6-8 мм. Размер косточек доходит до 6 мм. Созревают со второй половины календарного лета по сентябрь. 2n = 20.

## Распространение и экология
Естественный ареал растения протянулся расширяющейся полосой от северной Индии и Непала до Японии и Тайваня. Северная граница обитания в дикой природе проходит через российские Южные Курилы и Маньчжуро-Корейские горы, южнее Приморского края.
Населяет самые разные места: от широколиственно-темнохвойной подтайги до влажных субтропиков, от ветробойных горных вершин до речных долин. Несмотря на размах реализованной экологической ниши, больше тяготеет к переходной полосе между умеренными широколиственными и вечнозелёными субтропическими лесами. В древостое сопутствует более массовым видам дуба, граба, клёна, стиракса и других пород. Иногда образует насаждения с собственным преобладанием.
Предпочитает достаточно увлажнённые, хорошо дренированные склоны и долины горных рек с плодородными слабокислыми почвами.
Растёт в полутени и на полном солнце. Потребность в освещении падает при движении с севера на юг. В вечнозелёных субтропических лесах наиболее продуктивен при затенении на две трети от полного света.
Плодоносит на Южных Курилах, мирясь с летней прохладой, но лучше развивается в более теплообеспеченных регионах. На севере континентальной части ареала выдерживает морозы до −30 °С и ниже. Зоны зимостойкости (по USDA): 5-8.

## В культуре

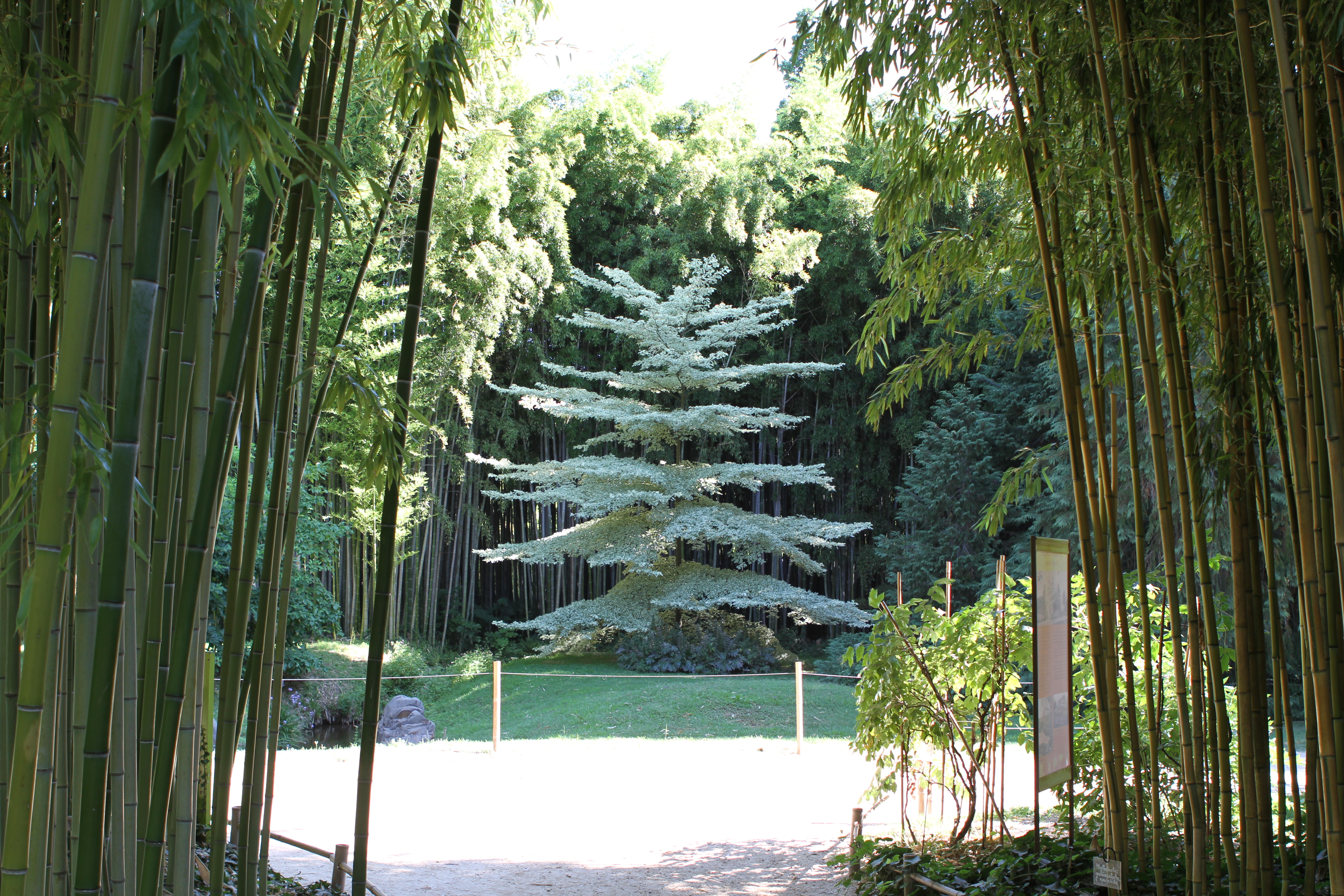
Кизил спорный 'Variegata' в одном из французских парков

Ограниченно применяется в озеленении Черноморского побережья Кавказа. Имеется в ботанических садах Москвы и Сочи. В Санкт-Петербурге и Владивостоке, видимо, не испытывался. Рекомендуется для более широкого использования на Кавказе, западе Европейской России и в южных прибрежных районах Дальнего Востока.
За рубежом выращивается у себя на родине, в Европе и Северной Америке. Среди выведенных форм наибольшей популярностью пользуется сорт 'Variegata'. Его листья оснащены белой каймой, а молодые побеги имеют красноватый цвет.